# Petaloctenus cupido
Petaloctenus cupido är en spindelart som beskrevs av Van der Donckt och Rudy Jocqué 200. Petaloctenus cupido ingår i släktet Petaloctenus och familjen Ctenidae.
Artens utbredningsområde är Guinea. Inga underarter finns listade i Catalogue of Life.